# Fußball-Club Gelsenkirchen-Schalke 04 2019-2020
Questa voce raccoglie le informazioni riguardanti il Fußball-Club Gelsenkirchen-Schalke 04 nelle competizioni ufficiali della stagione 2019-2020.

## Stagione
Nella stagione 2019-2020 lo Schalke, allenato da David Wagner, concluse il campionato di Bundesliga al 12º posto. In Coppa di Germania lo Schalke fu eliminato ai quarti di finale dal Bayern Monaco.

## Rosa
| N. |                        | Ruolo | Calciatore          |
| -- | ---------------------- | ----- | ------------------- |
| 2  | Stati Uniti (bandiera) | C     | Weston McKennie     |
| 3  | Spagna (bandiera)      | D     | Juan Miranda        |
| 4  | Turchia (bandiera)     | D     | Ozan Kabak          |
| 5  | Serbia (bandiera)      | D     | Matija Nastasić     |
| 6  | Spagna (bandiera)      | C     | Omar Mascarell      |
| 8  | Germania (bandiera)    | C     | Suat Serdar         |
| 9  | Belgio (bandiera)      | A     | Benito Raman        |
| 11 | Austria (bandiera)     | A     | Michael Gregoritsch |
| 14 | Galles (bandiera)      | A     | Rabbi Matondo       |
| 15 | Turchia (bandiera)     | A     | Ahmed Kutucu        |
| 16 | Marocco (bandiera)     | C     | Nassim Boujellab    |
| 17 | Francia (bandiera)     | D     | Benjamin Stambouli  |
| 18 | Germania (bandiera)    | C     | Daniel Caligiuri    |
| 19 | Austria (bandiera)     | A     | Guido Burgstaller   |

| N. |                        | Ruolo | Calciatore        |
| -- | ---------------------- | ----- | ----------------- |
| 20 | Inghilterra (bandiera) | D     | Jonjoe Kenny      |
| 21 | Francia (bandiera)     | D     | Jean-Clair Todibo |
| 23 | Germania (bandiera)    | P     | Markus Schubert   |
| 24 | Germania (bandiera)    | D     | Bastian Oczipka   |
| 25 | Marocco (bandiera)     | C     | Amine Harit       |
| 26 | Senegal (bandiera)     | D     | Salif Sané        |
| 28 | Austria (bandiera)     | C     | Alessandro Schöpf |
| 31 | Germania (bandiera)    | D     | Timo Becker       |
| 33 | Germania (bandiera)    | D     | Malick Thiaw      |
| 34 | Austria (bandiera)     | P     | Michael Langer    |
| 35 | Germania (bandiera)    | P     | Alexander Nübel   |
| 37 | Germania (bandiera)    | C     | Levent Mercan     |
| 40 | Germania (bandiera)    | C     | Can Bozdoğan      |
| 43 | Germania (bandiera)    | C     | Jonas Hofmann     |

## Organigramma societario
Area tecnica
- Preparatori atletici:
- Allenatore in seconda: Christoph Bühler, Frank Fröhling, Matthias Kreutzer
- Preparatore dei portieri: Simon Henzler
- Analisi video: Lars Gerling, Matthias Kreutzer
- Allenatore: David Wagner

## Calciomercato

### Sessione estiva
| Acquisti | Acquisti         | Acquisti           | Acquisti |
| R.       | Nome             | da                 | Modalità |
| -------- | ---------------- | ------------------ | -------- |
| D        | Juan Miranda     | Barcellona B       |          |
| A        | Benito Raman     | Fortuna Düsseldorf |          |
| D        | Ozan Kabak       | Stoccarda          |          |
| D        | Jonjoe Kenny     | Everton            |          |
| C        | Levent Mercan    | Schalke 04 U19     |          |
| D        | Pablo Insua      | Huesca             |          |
| A        | Fabian Reese     | Greuther Fürth     |          |
| A        | Bernard Tekpetey | Paderborn          |          |

| Cessioni | Cessioni           | Cessioni            | Cessioni |
| R.       | Nome               | a                   | Modalità |
| -------- | ------------------ | ------------------- | -------- |
| A        | Jevhen Konopljanka | Šachtar             |          |
| D        | Hamza Mendyl       | Digione             |          |
| D        | Pablo Insua        | Huesca              |          |
| C        | Sebastian Rudy     | Hoffenheim          |          |
| A        | Haji Wright        | VVV-Venlo           |          |
| P        | Ralf Fährmann      | Norwich City        |          |
| A        | Bernard Tekpetey   | Fortuna Düsseldorf  |          |
| D        | Jeffrey Bruma      | Wolfsburg           |          |
| A        | Breel Embolo       | Borussia M'gladbach |          |
| C        | Benjamin Goller    | Werder Brema        |          |
| A        | Cedric Teuchert    | Hannover 96         |          |
| D        | Niklas Wiemann     | Werder Brema II     |          |

### Sessione invernale
| Acquisti | Acquisti            | Acquisti     | Acquisti |
| R.       | Nome                | da           | Modalità |
| -------- | ------------------- | ------------ | -------- |
| P        | Ralf Fährmann       | Norwich City |          |
| D        | Jean-Clair Todibo   | Barcellona   |          |
| A        | Michael Gregoritsch | Augusta      |          |

| Cessioni | Cessioni         | Cessioni           | Cessioni |
| R.       | Nome             | a                  | Modalità |
| -------- | ---------------- | ------------------ | -------- |
| C        | Marcel Langer    | Hearts             |          |
| D        | Jonas Carls      | Viktoria Colonia   |          |
| C        | Nabil Bentaleb   | Newcastle Utd      |          |
| A        | Fabian Reese     | Holstein Kiel      |          |
| A        | Steven Skrzybski | Fortuna Düsseldorf |          |
| A        | Mark Uth         | Colonia            |          |

## Risultati

### Bundesliga

#### Girone di andata
| Mönchengladbach 17 agosto 2019, ore 18:30 CEST 1ª giornata | Borussia M'gladbach | 0 – 0 referto | Schalke 04 | Stadion im Borussia-Park (54 022 spett.)\| Arbitro: \| Brych \| |
| Arbitro:                                                   | Brych               |               |            |                                                                 |

| Arbitro: | Fritz |

|  |           |                                  |
|  | Marcatori | 20’ (rig.), 50’, 75’ Lewandowski |

| Arbitro: | Stieler |

|                                             |           |  |
| Stark 38’ (aut.) Rekik 48’ (aut.) Kenny 85’ | Marcatori |  |

| Arbitro: | Schröder |

|          |           |                                               |
| Cauly 8’ | Marcatori | 33’ Sané 49’ Serdar 71’, 85’ Harit 83’ Kutucu |

| Arbitro: | Schlager |

|                      |           |             |
| Serdar 36’ Harit 89’ | Marcatori | 75’ Onisiwo |

| Arbitro: | Gräfe |

|              |           |                                       |
| Forsberg 83’ | Marcatori | 29’ Sané 43’ (rig.) Harit 58’ Matondo |

| Arbitro: | Welz |

|            |           |            |
| Serdar 72’ | Marcatori | 90’ Hector |

| Arbitro: | Hartmann |

|                        |           |  |
| Kramarić 72’ Bebou 85’ | Marcatori |  |

| Gelsenkirchen 26 ottobre 2019, ore 15:30 CEST 9ª giornata | Schalke 04 | 0 – 0 referto | Borussia Dortmund | Veltins-Arena (61 873 spett.)\| Arbitro: \| Brych \| |
| Arbitro:                                                  | Brych      |               |                   |                                                      |

| Arbitro: | Ittrich |

|                                  |           |                                             |
| Baier 38’ Finnbogason 60’ (rig.) | Marcatori | 45’ (aut.) Lichtsteiner 71’ Kabak 82’ Harit |

| Arbitro: | Hartmann |

|                                    |           |                               |
| Caligiuri 33’ Kabak 67’ Serdar 79’ | Marcatori | 62’ (rig.), 74’, 85’ Hennings |

| Arbitro: | Cortus |

|           |           |                     |
| Ōsako 79’ | Marcatori | 43’ Harit 53’ Raman |

| Arbitro: | Schlager |

|                      |           |                       |
| Raman 23’ Serdar 86’ | Marcatori | 36’ (rig.) Ingvartsen |

| Arbitro: | Osmers |

|                 |           |           |
| Alario 15’, 81’ | Marcatori | 82’ Raman |

| Arbitro: | Zwayer |

|           |           |  |
| Raman 53’ | Marcatori |  |

| Arbitro: | Petersen |

|           |           |           |
| Mbabu 82’ | Marcatori | 51’ Kabak |

| Arbitro: | Brych |

|                       |           |                                      |
| Serdar 27’ Kutucu 80’ | Marcatori | 54’ (rig.) Petersen 67’ (rig.) Grifo |

#### Girone di ritorno
| Arbitro: | Aytekin |

|                            |           |  |
| Serdar 48’ Gregoritsch 58’ | Marcatori |  |

| Arbitro: | Gräfe |

|                                                              |           |  |
| Lewandowski 6’ Müller 45’ Goretzka 50’ Thiago 58’ Gnabry 89’ | Marcatori |  |

| Berlino 31 gennaio 2020, ore 20:30 CET 20ª giornata | Hertha Berlino | 0 – 0 referto | Schalke 04 | Stadio Olimpico (47 863 spett.)\| Arbitro: \| Stegemann \| |
| Arbitro:                                            | Stegemann      |               |            |                                                            |

| Arbitro: | Brych |

|            |           |             |
| Kutucu 63’ | Marcatori | 81’ Gjasula |

| Magonza 16 febbraio 2020, ore 18:00 CET 22ª giornata | Magonza  | 0 – 0 referto | Schalke 04 | Opel Arena (27 482 spett.)\| Arbitro: \| Winkmann \| |
| Arbitro:                                             | Winkmann |               |            |                                                      |

| Arbitro: | Stegemann |

|  |           |                                                                  |
|  | Marcatori | 1’ Sabitzer 61’ Werner 68’ Halstenberg 80’ Angeliño 89’ Forsberg |

| Arbitro: | Gräfe |

|                                         |           |  |
| Bornauw 9’ Córdoba 39’ Nübel 75’ (aut.) | Marcatori |  |

| Arbitro: | Jablonski |

|              |           |                 |
| McKennie 20’ | Marcatori | 69’ Baumgartner |

| Arbitro: | Aytekin |

|                                           |           |  |
| Haaland 29’ Guerreiro 45’, 63’ Hazard 48’ | Marcatori |  |

| Arbitro: | Stegemann |

|  |           |                                |
|  | Marcatori | 6’ Löwen 76’ Bazee 90’ Córdova |

| Arbitro: | Welz |

|                          |           |              |
| Hennings 63’ Karaman 68’ | Marcatori | 53’ McKennie |

| Arbitro: | Zwayer |

|  |           |                 |
|  | Marcatori | 32’ Bittencourt |

| Arbitro: | Stieler |

|             |           |           |
| Andrich 11’ | Marcatori | 28’ Kenny |

| Arbitro: | Siebert |

|                      |           |                    |
| Caligiuri 51’ (rig.) | Marcatori | 81’ (aut.) Miranda |

| Arbitro: | Winkmann |

|                       |           |              |
| Silva 28’ Abraham 50’ | Marcatori | 59’ McKennie |

| Arbitro: | Stegemann |

|             |           |                                        |
| Matondo 70’ | Marcatori | 16’, 56’ Weghorst 59’ Mbabu 69’ Victor |

| Arbitro: | Petersen |

|                                           |           |  |
| Waldschmidt 20’, 57’ Schmid 38’ Höler 46’ | Marcatori |  |

### Coppa di Germania
| Arbitro: | Bacher |

|  |           |                                                                    |
|  | Marcatori | 44’ Skrzybski 61’, 83’ Burgstaller 65’ (rig.) Caligiuri 73’ Mercan |

| Arbitro: | Gräfe |

|                     |           |                           |
| Klos 72’ Soukou 77’ | Marcatori | 15’ Schöpf 25’, 31’ Raman |

| Arbitro: | Osmers |

|                                    |           |                      |
| Caligiuri 76’ Harit 82’ Raman 115’ | Marcatori | 12’ Köpke 39’ Piątek |

| Arbitro: | Stieler |

|  |           |             |
|  | Marcatori | 40’ Kimmich |

## Statistiche

### Statistiche di squadra
| Competizione      | Punti | In casa | In casa | In casa | In casa | In casa | In casa | In trasferta | In trasferta | In trasferta | In trasferta | In trasferta | In trasferta | Totale | Totale | Totale | Totale | Totale | Totale | DR  |
| Competizione      | Punti | G       | V       | N       | P       | Gf      | Gs      | G            | V            | N            | P            | Gf           | Gs           | G      | V      | N      | P      | Gf     | Gs     | DR  |
| ----------------- | ----- | ------- | ------- | ------- | ------- | ------- | ------- | ------------ | ------------ | ------------ | ------------ | ------------ | ------------ | ------ | ------ | ------ | ------ | ------ | ------ | --- |
| Bundesliga        | 39    | 17      | 5       | 7       | 5       | 20      | 27      | 17           | 4            | 5            | 8            | 18           | 31           | 34     | 9      | 12     | 13     | 38     | 58     | -20 |
| Coppa di Germania | -     | 2       | 1       | 0       | 1       | 3       | 3       | 2            | 2            | 0            | 0            | 8            | 2            | 4      | 3      | 0      | 1      | 11     | 5      | +6  |
| Totale            | 39    | 19      | 6       | 7       | 6       | 23      | 30      | 19           | 6            | 5            | 8            | 26           | 33           | 38     | 12     | 12     | 14     | 49     | 63     | -14 |

### Andamento in campionato
| Giornata  | 1  | 2  | 3 | 4 | 5 | 6 | 7 | 8 | 9 | 10 | 11 | 12 | 13 | 14 | 15 | 16 | 17 | 18 | 19 | 20 | 21 | 22 | 23 | 24 | 25 | 26 | 27 | 28 | 29 | 30 | 31 | 32 | 33 | 34 |
| --------- | -- | -- | - | - | - | - | - | - | - | -- | -- | -- | -- | -- | -- | -- | -- | -- | -- | -- | -- | -- | -- | -- | -- | -- | -- | -- | -- | -- | -- | -- | -- | -- |
| Luogo     | T  | C  | C | T | C | T | C | T | C | T  | C  | T  | C  | T  | C  | T  | C  | C  | T  | T  | C  | T  | C  | T  | C  | T  | C  | T  | C  | T  | C  | T  | C  | T  |
| Risultato | N  | P  | V | V | V | V | N | P | N | V  | N  | V  | V  | P  | V  | N  | N  | V  | P  | N  | N  | N  | P  | P  | N  | P  | P  | P  | P  | N  | N  | P  | P  | P  |
| Posizione | 10 | 12 | 9 | 6 | 5 | 4 | 6 | 7 | 7 | 6  | 7  | 5  | 3  | 4  | 4  | 5  | 5  | 5  | 6  | 6  | 6  | 6  | 6  | 6  | 6  | 8  | 8  | 9  | 10 | 10 | 9  | 10 | 11 | 12 |

Legenda:

Luogo: C = Casa; T = Trasferta. Risultato: V = Vittoria; N = Pareggio; P = Sconfitta.

### Statistiche dei giocatori
| Giocatore      | Bundesliga | Bundesliga | Bundesliga  | Bundesliga | Coppa di Germania | Coppa di Germania | Coppa di Germania | Coppa di Germania | Totale   | Totale | Totale      | Totale     |
| Giocatore      | Presenze   | Reti       | Ammonizioni | Espulsioni | Presenze          | Reti              | Ammonizioni       | Espulsioni        | Presenze | Reti   | Ammonizioni | Espulsioni |
| -------------- | ---------- | ---------- | ----------- | ---------- | ----------------- | ----------------- | ----------------- | ----------------- | -------- | ------ | ----------- | ---------- |
| T. Becker      | 10         | 0          | 0           | 0          | 1                 | 0                 | 0                 | 0                 | 11       | 0      | 0           | 0          |
| N. Boujellab   | 11         | 0          | 2           | 0          | 2                 | 0                 | 0                 | 0                 | 13       | 0      | 2           | 0          |
| C. Bozdoğan    | 3          | 0          | 0           | 1          | 0                 | 0                 | 0                 | 0                 | 3        | 0      | 0           | 1          |
| G. Burgstaller | 21         | 0          | 3           | 0          | 3                 | 2                 | 1                 | 0                 | 24       | 2      | 4           | 0          |
| D. Caligiuri   | 28         | 2          | 5           | 0          | 2                 | 2                 | 0                 | 0                 | 30       | 4      | 5           | 0          |
| J. Carls       | 0          | 0          | 0           | 0          | 0                 | 0                 | 0                 | 0                 | 0        | 0      | 0           | 0          |
| R. Fährmann    | 0          | 0          | 0           | 0          | 0                 | 0                 | 0                 | 0                 | 0        | 0      | 0           | 0          |
| M. Gregoritsch | 14         | 1          | 2           | 0          | 2                 | 0                 | 0                 | 0                 | 16       | 1      | 2           | 0          |
| A. Harit       | 25         | 6          | 3           | 0          | 3                 | 1                 | 1                 | 0                 | 28       | 7      | 4           | 0          |
| J. Hofmann     | 1          | 0          | 0           | 0          | 0                 | 0                 | 0                 | 0                 | 1        | 0      | 0           | 0          |
| O. Kabak       | 26         | 3          | 4           | 0          | 2                 | 0                 | 0                 | 0                 | 28       | 3      | 4           | 0          |
| J. Kenny       | 31         | 2          | 5           | 0          | 3                 | 0                 | 0                 | 0                 | 34       | 2      | 5           | 0          |
| A. Kutucu      | 25         | 3          | 2           | 0          | 3                 | 0                 | 0                 | 0                 | 28       | 3      | 2           | 0          |
| M. Langer      | 0          | 0          | 0           | 0          | 0                 | 0                 | 0                 | 0                 | 0        | 0      | 0           | 0          |
| M. Langer      | 0          | 0          | 0           | 0          | 0                 | 0                 | 0                 | 0                 | 0        | 0      | 0           | 0          |
| O. Mascarell   | 23         | 0          | 4           | 0          | 3                 | 0                 | 0                 | 0                 | 26       | 0      | 4           | 0          |
| R. Matondo     | 20         | 2          | 1           | 0          | 1                 | 0                 | 0                 | 0                 | 21       | 2      | 1           | 0          |
| W. McKennie    | 28         | 3          | 8           | 0          | 4                 | 0                 | 1                 | 0                 | 32       | 3      | 9           | 0          |
| H. Mendyl      | 0          | 0          | 0           | 0          | 0                 | 0                 | 0                 | 0                 | 0        | 0      | 0           | 0          |
| L. Mercan      | 5          | 0          | 0           | 0          | 1                 | 1                 | 0                 | 0                 | 6        | 1      | 0           | 0          |
| J. Miranda     | 11         | 0          | 2           | 0          | 1                 | 0                 | 1                 | 0                 | 12       | 0      | 3           | 0          |
| M. Nastasić    | 16         | 0          | 2           | 0          | 4                 | 0                 | 2                 | 0                 | 20       | 0      | 4           | 0          |
| A. Nübel       | 26         | 0          | 1           | 1          | 3                 | 0                 | 0                 | 0                 | 29       | 0      | 1           | 1          |
| B. Oczipka     | 34         | 0          | 4           | 0          | 4                 | 0                 | 1                 | 0                 | 38       | 0      | 5           | 0          |
| B. Raman       | 25         | 4          | 2           | 0          | 3                 | 3                 | 2                 | 0                 | 28       | 7      | 4           | 0          |
| F. Reese       | 2          | 0          | 0           | 0          | 0                 | 0                 | 0                 | 0                 | 2        | 0      | 0           | 0          |
| S. Rudy        | 0          | 0          | 0           | 0          | 0                 | 0                 | 0                 | 0                 | 0        | 0      | 0           | 0          |
| S. Sané        | 15         | 2          | 4           | 0          | 1                 | 0                 | 0                 | 0                 | 16       | 2      | 4           | 0          |
| M. Schubert    | 9          | 0          | 0           | 0          | 1                 | 0                 | 0                 | 0                 | 10       | 0      | 0           | 0          |
| A. Schöpf      | 22         | 0          | 3           | 0          | 3                 | 1                 | 0                 | 0                 | 25       | 1      | 3           | 0          |
| S. Serdar      | 20         | 7          | 2           | 0          | 2                 | 0                 | 0                 | 0                 | 22       | 7      | 2           | 0          |
| S. Skrzybski   | 0          | 0          | 0           | 0          | 1                 | 1                 | 0                 | 0                 | 1        | 1      | 0           | 0          |
| B. Stambouli   | 9          | 0          | 2           | 0          | 1                 | 0                 | 1                 | 0                 | 10       | 0      | 3           | 0          |
| N. Taitague    | 0          | 0          | 0           | 0          | 0                 | 0                 | 0                 | 0                 | 0        | 0      | 0           | 0          |
| C. Teuchert    | 0          | 0          | 0           | 0          | 0                 | 0                 | 0                 | 0                 | 0        | 0      | 0           | 0          |
| M. Thiaw       | 4          | 0          | 0           | 0          | 0                 | 0                 | 0                 | 0                 | 4        | 0      | 0           | 0          |
| J. Todibo      | 8          | 0          | 2           | 0          | 2                 | 0                 | 0                 | 0                 | 10       | 0      | 2           | 0          |
| M. Uth         | 8          | 0          | 0           | 0          | 1                 | 0                 | 0                 | 0                 | 9        | 0      | 0           | 0          |